# Remo Drive
Remo Drive — американський рок-гурт з Блумінгтона, Міннесота, заснований у 2013 році.
Гурт підписав контракт з лейблом Epitaph Records.
Протягом 2017-2024 років гурт випустив чотири повноформатні альбоми:
Greatest Hits (16 березня 2017 року); Natural, Everyday Degradation (31 травня 2019 року);
A Portrait of an Ugly Man (26 червня 2020 року); Mercy (23 лютого 2024 року).

## Історія
Гурт Remo Drive був створений в 2013 році. У тому ж році гурт зробив демо-запис, також відомий як Remo Drive EP 1. Згодом до гурту приєднався барабанщик Сем Матіс.
У 2014 році гурт випустив три мініальбоми, Away (version 1), Away (version 2), Stay Out Longer, та збірку пісень Demos 2014. У записі цих мініальбомів та збірки брав участь Сем Матіс.
Гурт отримав свою назву, коли басист Стівен Полсон вирішив включити назву бренду барабанів, Remo, у назву гурту.
У 2015 році Матіс покинув гурт через творчі розбіжності, і його замінив Остін Фойгт. Того ж року гурт Remo Drive випустив мініальбом Wait For The Sun на лейблі Lost State Records. Також у 2015 році гурт Remo Drive випустив релізи:
Remo Drive / Unturned — спліт розділений з гуртом Unturned; Weathered / Remo Drive — спліт розділений з гуртом Weathered.
У листопаді гурт випустив 7" сингл Breathe In / Perfume на лейблах Really Rad Records і Endless Bummer Records.
На початку 2016 року Фойгт покинув гурт через особисті проблеми, і Матіс знову приєднався до гурту.
У березні 2016 року гурт почав працювати над своїм першим альбомом. У березні 2017 року гурт Remo Drive самостійно випустив свій перший повноформатний альбом Greatest Hits, альбом містив десять треків, ось деякі з них: "Yer Killin' Me", "Art School", "Crash Test Rating".
На початку 2018 року Матіс оголосив у соціальних мережах, що його виключили з гурту Remo Drive у грудні 2017 року.
У лютому 2018 року гурт оголосив про підписання контракту з лейблом Epitaph Records. Це оголошення відбулося разом із випуском синглу Blue Ribbon з їх мініальбому Pop Music, який вийшов 9 березня.
Наприкінці серпня 2018 року гурт Remo Drive оголосив, що планує записати новий альбом у грудні. 22 квітня 2019 року гурт випустив подвійний сингл "Two Bux/The Grind". 14 травня гурт випустив сингл «Around the Sun». 31 травня вийшов другий альбом гурту, Natural, Everyday Degradation.
Наприкінці 2019 року гурт Remo Drive опублікував в соціальних мережах інформацію про те, що вони працюють над своїм третім альбомом A Portrait of an Ugly Man. 28 квітня 2020 року гурт випустив сингл "Star Worship" з майбутнього альбому A Portrait of an Ugly Man, вихід якого запланований на червень. 18 травня 2020 року гурт випустив сингл «Ode to Joy 2». 17 червня 2020 року вийшов сингл «A Flower and a Weed». Альбом A Portrait of an Ugly Man вийшов 26 червня 2020 року разом з синглом «Easy as That».

## Музичний стиль
Ранній період творчості гурту Remo Drive зазвичай описується як суміш різних стилів: емо, поп-панк, денс-панк, пост-хардкор, а в деяких треках/релізах гранж та панк-рок.
Гурт описує свій музичний стиль, як емо, та асоціює себе з emo revival.
Останніми роками гурт прямує до більш інді-рокового звучання з впливом павер-попу, інді-попу, альтернативного року, класичного року та хард-року.
Гурт назвав ряд виконавців, які вплинули на нього, зокрема Title Fight, The Police, PUP, Джефф Розенсток, Vampire Weekend, Weezer, The Strokes, The Smiths, Queens of the Stone Age, Arctic Monkeys.

## Учасники гурту
Поточні
- Ерік Полсон (Erik Paulson) — вокал, гітара (2013—теперішній час)
- Стівен Полсон (Stephen Paulson) — бас (2013—теперішній час)

Студійні учасники
- Сем Бехт (Sam Becht) – барабани, перкусія (наживо, 2018—теперішній час; студія, 2019—теперішній час)

Колишні
- Сем Матіс (Sam Mathys) — ударні, перкусія (2013—2014, 2016—2018)
- Остін Фойгт (Austin Voigt) — барабани, перкусія (2014—2016)

Гастрольні учасники
- Дейн Фолі (Dane Folie) — гітара (2019—теперішній час)

Колишні гастрольні учасники
- Зак Каммінгс (Zack Cummings) — гітара (2016—2019)
- Браден Кінан (Braeden Keenan) — ударні, перкусія (2016, 2018)
- Лі Тран (Lee Tran) — саксофон, синтезатор, бубон (2017—2019)
- Вільям Джей Ліч (William J Leach) — гітара (2019)

## Дискографія

### Студійні альбоми
| Назва                         | Детальна інформація |
| ----------------------------- | --- |
| Greatest Hits                 | - Реліз: 16 березня, 2017 - Лейбл: Self-released (initial release), Epitaph (re-release) - Формат: LP, CD, digital download, streaming |
| Natural, Everyday Degradation | - Реліз: 31 травня, 2019 - Лейбл: Epitaph - Формат: LP, CD, digital download, streaming                                                |
| A Portrait of an Ugly Man     | - Реліз: 26 червня, 2020 - Лейбл: Epitaph - Формат: LP, digital download, streaming                                                    |
| Mercy                         | - Реліз: 23 лютого, 2024 - Лейбл: Epitaph - Формат: LP, digital download, streaming                                                    |

### Збірні альбоми
| Назва      | Детальна інформація                                                        |
| ---------- | -------------------------------------------------------------------------- |
| Demos 2014 | - Реліз: 24 грудня, 2014 - Лейбл: Self-released - Формат: Digital download |

### Мініальбоми
| Назва                           | Детальна інформація                                                                     |
| ------------------------------- | --------------------------------------------------------------------------------------- |
| Remo Drive EP 1                 | - Реліз: Листопад 2013 - Лейбл: Self-released - Формат: Digital download                |
| Away (version 1)                | - Реліз: Березень 2014 - Лейбл: Self-released - Формат: CD, digital download            |
| Away (version 2)                | - Реліз: Квітень 2014 - Лейбл: Self-released - Формат: Digital download                 |
| Stay Out Longer                 | - Реліз: 13 серпня, 2014 - Лейбл: Self-released - Формат: CD, digital download          |
| Wait for the Sun                | - Реліз: 1 травня, 2015 - Лейбл: Self-released - Формат: CD, cassette, digital download |
| Pop Music                       | - Реліз: 9 березня, 2018 - Лейбл: Epitaph - Формат: 7", digital download, streaming     |
| Natural, Everyday Extended Play | - Реліз: 1 жовтня, 2019 - Лейбл: Epitaph - Формат: 7", digital download, streaming      |

### Спліт мініальбоми
| Назва                                    | Детальна інформація                                                                                       |
| ---------------------------------------- | --- |
| Remo Drive // Unturned (with Unturned)   | - Реліз: 14 лютого, 2015 - Лейбл: Rolling Green - Формат: Cassette, digital download                      |
| Weathered // Remo Drive (with Weathered) | - Реліз: 1 березня, 2015 - Лейбл: Rolling Green, Endless Bummer - Формат: 10", cassette, digital download |

### Концертні мініальбоми
| Назва                        | Детальна інформація                                                        |
| ---------------------------- | -------------------------------------------------------------------------- |
| Remo Drive on Audiotree Live | - Реліз: 24 серпня, 2017 - Лейбл: Self-released - Формат: Digital download |

### Бутлег
| Назва              | Детальна інформація                                  |
| ------------------ | ---------------------------------------------------- |
| Songs I Think Rock | - Реліз: 17 березня, 2019 - Формат: Digital download |

### Сингли
| Назва                           | Рік  | Альбом                          |
| ------------------------------- | ---- | ------------------------------- |
| "Rainman" / "Stable"            | 2013 | Сингли поза альбомом            |
| "Pulp Friction"                 | 2013 | Сингли поза альбомом            |
| "My Good Friend Is a Pro Sk8er" | 2014 | Stay Out Longer                 |
| "Breathe In" / "Perfume"        | 2015 | Сингли поза альбомом            |
| "Lookin' Under the Tree"        | 2016 | Сингли поза альбомом            |
| "Yer Killin' Me"                | 2017 | Greatest Hits                   |
| "Crash Test Rating"             | 2017 | Greatest Hits                   |
| "Eat Shit"                      | 2017 | Greatest Hits                   |
| "Art School"                    | 2017 | Greatest Hits                   |
| "Blue Ribbon"                   | 2018 | Pop Music                       |
| "Two Bux" / "The Grind"         | 2019 | Natural, Everyday Degradation   |
| "Around the Sun"                | 2019 | Natural, Everyday Degradation   |
| "Nearly Perfect"                | 2019 | Natural, Everyday Extended Play |
| "Shakin'" (Erik Paulson mix)    | 2019 | Natural, Everyday Degradation   |
| "Star Worship"                  | 2020 | A Portrait of an Ugly Man       |
| "Ode to Joy 2"                  | 2020 | A Portrait of an Ugly Man       |
| "A Flower and a Weed"           | 2020 | A Portrait of an Ugly Man       |
| "No, There's No Hope for You"   | 2023 | Mercy                           |
| "New in Town"                   | 2023 | Mercy                           |
| "Mercy"                         | 2024 | Mercy                           |
| "All You'll Ever Catch"         | 2024 | Mercy                           |

### Музичні кліпи
| Пісня                         | Рік  | Продюсер                         |
| ----------------------------- | ---- | -------------------------------- |
| "Heartstrings"                | 2015 | Erik Paulson & Faith Christensen |
| "Lookin' Under the Tree"      | 2016 | Unknown                          |
| "Yer Killin' Me"              | 2017 | Lee Tran & Erik Paulson          |
| "Crash Test Rating"           | 2017 | Trevor Sweeney                   |
| "Eat Shit"                    | 2017 | Lee Tran & Erik Paulson          |
| "Art School"                  | 2017 | John Mark                        |
| "I'm My Own Doctor"           | 2017 | John Mark                        |
| "Blue Ribbon"                 | 2018 | John Mark                        |
| "Around the Sun"              | 2019 | Adam Peditto                     |
| "Romeo"                       | 2019 | Olive Lagace                     |
| "Star Worship"                | 2020 | Remo Drive                       |
| "Ode to Joy 2"                | 2020 | Unknown                          |
| "Easy as That"                | 2020 | Unknown                          |
| "No, There's No Hope for You" | 2023 | James Kerr                       |
| "New in Town"                 | 2023 | Sydney Ostrander                 |
| "Mercy"                       | 2024 | Sydney Ostrander                 |
| "All You'll Ever Catch"       | 2024 | Andy Grund                       |